# 门诺 (南达科他州)
门诺（英語：Menno），是美国南达科他州下属的一座城市。根据2010年美国人口普查，该市有人口601人。论人口在本州排行第103。